# Tmarus polyandrus
Tmarus polyandrus là một loài nhện trong họ Thomisidae.
Loài này thuộc chi Tmarus. Tmarus polyandrus được Cândido Firmino de Mello-Leitão miêu tả năm 1929.